# Jasmin Open 2022 - Doppio
È la prima edizione del torneo.
In finale Kristina Mladenovic e Kateřina Siniaková hanno sconfitto Miyu Katō e Angela Kulikov con il punteggio di 6-2, 6-0.

## Teste di serie
1. Kristina Mladenovic /  Kateřina Siniaková (Campionesse)
2. Miyu Katō /  Angela Kulikov (finale)

1. Kaitlyn Christian /  Lidzija Marozava (quarti di finale)
2. Viktória Kužmová /  Elena-Gabriela Ruse (semifinale, ritirate)

## Wildcard
1. Inès Ibbou /  Yasmine Mansouri (primo turno)

## Tabellone

### Legenda
| - Q = Qualificato - WC = Wild card - LL = Lucky loser | - ALT = Alternate - SE = Special Exempt - PR = Protected Ranking | - w/o = Walkover - r = Ritirato - d = Squalificato |

|  | Primo turno | Primo turno               | Primo turno               | Primo turno               | Primo turno |  |  | Quarti di finale | Quarti di finale         | Quarti di finale         | Quarti di finale    | Quarti di finale    |                  |     | Semifinali | Semifinali                             | Semifinali                             | Semifinali               | Semifinali               |   |   | Finale | Finale | Finale | Finale | Finale |  |
|  |             |                           |                           |                           |             |  |  |                  |                          |                          |                     |                     |                  |     |            |                                        |                                        |                          |                          |   |   |        |        |        |        |        |  |
|  | 1           | K Mladenovic K Siniaková  | K Mladenovic K Siniaková  | 6                         | 7           |  |  |                  |                          |                          |                     |                     |                  |     |            |                                        |                                        |                          |                          |   |   |        |        |        |        |        |  |
|  |             | E Lechemia J Lohoff       | E Lechemia J Lohoff       | 4                         | 5           |  |  | 1                | K Mladenovic K Siniaková | K Mladenovic K Siniaková | 6                   | 6                   |                  |     |            |                                        |                                        |                          |                          |   |   |        |        |        |        |        |  |
|  |             | S Lamens E Rodina         | S Lamens E Rodina         | S Lamens E Rodina         | w/o         |  |  |                  | S Lamens E Rodina        | S Lamens E Rodina        | 0                   | 3                   |                  |     |            |                                        |                                        |                          |                          |   |   |        |        |        |        |        |  |
|  |             | D Papamichaīl L Stefanini | D Papamichaīl L Stefanini | D Papamichaīl L Stefanini |             |  |  |                  |                          |                          |                     |                     |                  |     | 1          | K Mladenovic K Siniaková               | K Mladenovic K Siniaková               | 6                        | 6                        |   |   |        |        |        |        |        |  |
|  | 3           | K Christian L Marozava    | K Christian L Marozava    | 6                         | 7           |  |  |                  |                          |                          | N Abduraimova L Zhu | N Abduraimova L Zhu | 1                | 3   |            |                                        |                                        |                          |                          |   |   |        |        |        |        |        |  |
|  |             | J Cristian D Parry        | J Cristian D Parry        | 4                         | 64          |  |  | 3                | K Christian L Marozava   | 6                        | 4                   | [5]                 |                  |     |            |                                        |                                        |                          |                          |   |   |        |        |        |        |        |  |
|  | WC          | I Ibbou Y Mansouri        | I Ibbou Y Mansouri        | 63                        | 1           |  |  |                  | N Abduraimova L Zhu      | 0                        | 6                   | [10]                |                  |     |            |                                        |                                        |                          |                          |   |   |        |        |        |        |        |  |
|  |             | N Abduraimova L Zhu       | N Abduraimova L Zhu       | 7                         | 6           |  |  |                  |                          |                          |                     |                     |                  |     | 1          | Kristina Mladenovic Kateřina Siniaková | Kristina Mladenovic Kateřina Siniaková | 6                        | 6                        |   |   |        |        |        |        |        |  |
|  |             | E Cascino O Tjandramulia  | E Cascino O Tjandramulia  | 2                         | 2           |  |  |                  |                          |                          |                     |                     |                  |     |            |                                        | 2                                      | Miyu Katō Angela Kulikov | Miyu Katō Angela Kulikov | 2 | 0 |        |        |        |        |        |  |
|  |             | E Appleton Q Gleason      | E Appleton Q Gleason      | 6                         | 6           |  |  |                  | E Appleton Q Gleason     | E Appleton Q Gleason     | 2                   | 2                   |                  |     |            |                                        |                                        |                          |                          |   |   |        |        |        |        |        |  |
|  |             | L Pigossi M Uchijima      | L Pigossi M Uchijima      | L Pigossi M Uchijima      |             |  |  | 4                | V Kužmová E-G Ruse       | V Kužmová E-G Ruse       | 6                   | 6                   |                  |     |            |                                        |                                        |                          |                          |   |   |        |        |        |        |        |  |
|  | 4           | V Kužmová E-G Ruse        | V Kužmová E-G Ruse        | V Kužmová E-G Ruse        | w/o         |  |  |                  |                          |                          |                     |                     |                  |     | 4          | V Kužmová E-G Ruse                     | V Kužmová E-G Ruse                     | V Kužmová E-G Ruse       |                          |   |   |        |        |        |        |        |  |
|  |             | A Fomina-Klotz E Jašina   | A Fomina-Klotz E Jašina   | 3                         | 1           |  |  |                  |                          | 2                        | M Katō A Kulikov    | M Katō A Kulikov    | M Katō A Kulikov | w/o |            |                                        |                                        |                          |                          |   |   |        |        |        |        |        |  |
|  |             | H Dart H Watson           | H Dart H Watson           | 6                         | 6           |  |  |                  | H Dart H Watson          | H Dart H Watson          | 1                   | 4                   |                  |     |            |                                        |                                        |                          |                          |   |   |        |        |        |        |        |  |
|  |             | I Haverlag P Thombare     | I Haverlag P Thombare     | 1                         | 2           |  |  | 2                | M Katō A Kulikov         | M Katō A Kulikov         | 6                   | 6                   |                  |     |            |                                        |                                        |                          |                          |   |   |        |        |        |        |        |  |
|  | 2           | M Katō A Kulikov          | M Katō A Kulikov          | 6                         | 6           |  |  |                  |                          |                          |                     |                     |                  |     |            |                                        |                                        |                          |                          |   |   |        |        |        |        |        |  |